# Joseph Barbara
Joseph „Joe the Barber“ Barbara (* 9. August 1905 in Castellammare del Golfo, Sizilien; † 17. Juni 1959 in Endicott, New York) war ein italienisch-amerikanischer Mobster der amerikanischen Cosa Nostra und Mitte des 20. Jahrhunderts das offizielle Oberhaupt der Pittston Crime Family. Er war der Vater von Joseph Barbara, Jr., der später Mitglied in der Detroit Crime Family wurde.

## Leben

### Frühe Jahre
Joseph Barbara wurde unter dem Namen Giuseppe Maria Barbara in Castellammare del Golfo (Sizilien) geboren und emigrierte im Jahr 1921 mit seiner Familie in die Vereinigten Staaten. Er arbeitete bald als "Hitman" für die Pittston Crime Family in ihrem nördlichen Territorium von Pennsylvania.
Während der dreißiger Jahre wurde Barbara wegen mehrerer Morde verhaftet; unter anderem wegen des Mordanschlags im Jahr 1933 an dem Schwarzhändler und Konkurrenten Sam Wichner aus Scranton. Wichner war in Barbaras Haus zu einem Geschäftstreffen geladen, bei dem Barbara ihn angeblich erdrosselte. Die Strafverfolgung hatte jedoch niemals genügend Beweise sammeln können, um Barbara strafrechtlich zu belangen.
Barbara heiratete am 24. Mai 1936 seine geliebte Josephine Vivona in Endicott (New York) und zeugte drei Söhne namens Joseph Maria, Jr., Peter und Angelo, sowie eine Tochter namens Angela S.
Im Jahr 1944 kaufte Barbara 23 Hektar Land in der ländlichen Stadt Apalachin (New York) und baute das Grundstück für insgesamt 250.000 Dollar aus.
Im Jahr 1946 wurde Barbara für den illegalen Kauf von 300.000 Pfund Zucker verurteilt; dieser war für die illegale Herstellung von Alkohol bestimmt. Das war Barbaras erste und letzte Verurteilung. Bald danach stieg Barbara in den Limonadenvertrieb ein und kaufte eine Canada-Dry-Abfüllanlage. Schließlich gewann Barbara die Kontrolle über den Bier- und Softdrink-Markt in der Region von Binghamton.

### Das Apalachin-Meeting
Vito Genovese organisierte Ende des Jahres 1957 ein Treffen des National Crime Syndicate, welches als Apalachin-Meeting bekannt wurde, um sich nachträglich die Zustimmung zu besorgen, Frank Costello als Familien-Oberhaupt der Luciano-Familie abgesetzt zu haben und sich somit zu legitimieren. Seine erste Wahl für den Treffpunkt war Chicago, aber Buffalo-Chef Stefano Magaddino schlug stattdessen Barbaras Anwesen vor, das bereits in der Vergangenheit für kleinere Treffen genutzt worden war; Genovese stimmte zu.
Barbara hatte bereits durch seine Vorstrafen und die Weigerung, einen Diebstahl auf seinem Anwesen zur Anzeige zu bringen, die Aufmerksamkeit der örtlichen Behörden erregt. Am 14. November 1957 trafen sich dann über 100 Personen auf diesem Anwesen; die örtliche Polizei fuhr vor und unter den Bossen brach eine Massenpanik aus. Das Treffen endete in einer Massenverhaftung durch die örtliche Polizei. 62 Mobster wurden kurzzeitig verhaftet; darunter Genovese, Carlo Gambino und Joseph Bonanno. Viele der verhafteten Mobster erklärten den Behörden, dass sie in Barbaras Haus waren um ihn nach einem Herzinfarkt zu besuchen. Die Organisation hatte einen unglaublichen Schaden davongetragen. US-Präsident Dwight Eisenhower warb öffentlich für ein hartes Vorgehen gegen die organisierte Kriminalität. Niemand konnte nun noch behaupten, eine gut organisierte kriminelle Vereinigung existiere nicht.

### Nachwirkungen von Apalachin
Nach diesem Vorfall gewann Barbara erhebliche nationale Aufmerksamkeit. Er bot seinen Apalachin-Wohnsitz und das Getränkgeschäft zum Verkauf und zog nach Endicott. Der Staat New York gründete eine staatliche Untersuchungskommission, um das Apalachin-Treffen zu untersuchen und schickte Barbara eine Vorladung. Als Antwort behauptete Barbara, zu krank zu sein, um bezeugen zu können. Die Kommission entsandte einen Herzspezialisten, um Barbaras Gesundheitszustand zu prüfen, und im Mai 1959 entschied ein Oberster Gerichtshof, dass Barbara als Zeuge erscheinen müsse. Im Juni 1959, bevor er vor der Kommission erscheinen konnte, starb Joseph Barbara jedoch an einem weiteren Herzinfarkt.
Die Apalachin-Konferenz legte den Medienscheinwerfer direkt auf die geheimnisvolle Cosa Nostra, die sowohl staatliche als auch föderale Anhörungen auslöste. Infolgedessen konnte der Direktor des FBI, J. Edgar Hoover, die Existenz der Cosa Nostra in den Vereinigten Staaten nicht mehr leugnen und musste sie untersuchen.
Joseph „Joe the Barber“ Barbara wurde auf dem Calvary Friedhof in Johnson City (New York) zur letzten Ruhe gebettet.

## Adaptionen
- In dem Film Mob Town aus dem Jahr 2019 wird Barbara durch Danny A. Abeckaser verkörpert.